# Fania Fénelon
Fania Fénelon, ursprungligen Goldstein, född 2 september 1908 i Paris, död 19 december 1983 i Paris, var en fransk pianist, kompositör och kabarésångerska, Hon erfarenheter under Förintelsen gjordes till en TV-film, Playing for Time.

## Biografi

### Tidiga år
Fénelon var dotter till Jules Goldstein, ingenjör i gummiindustrin, och Maria Davidovna Bernstein. Föräldrarna kom från den ryska staden Rostov. Hon utbildade sig vid Conservatoire de Paris, där hon studerade under Germaine Martinelli och gick ut som bästa elev i pianospel, samtidigt som hon arbetade på nätterna med att sjunga på barer.

### Andra världskriget
Under andra världskriget stödde hon den franska motståndsrörelsen mot nazisterna tills hon greps och skickades till Auschwitz-Birkenau, där hon blev medlem i Auschwitz' kvinnoorkester, och flyttades sedan till lägret i Bergen-Belsen där hon levde tills hon frigavs 1945. Drabbad av en potentiellt dödlig tyfus sjöng hon i BBC den dagen hon befriades av brittiska trupper.

### Efterkrigstiden
Under sin pseudonym "Fénelon", som hon tog upp efter kriget, blev Goldstein en välkänd cabaretsångerska. År 1956 flyttade hon till Östberlin med sin afroamerikanske livspartner, barytonsångaren Aubrey Pankey, men återvände efter dennes död 1971 till Frankrike. 
Åren 1973-75 skrev hon tillsammans med Marc Routier, boken Sursis pour l'Orchester om sina upplevelser i tysk fångenskap, baserad på dagboken hon skrev under tiden i koncentrationslägren. Den beskriver de förnedrande kompromisser som överlevnaden tvingade henne till, de intagnas svarta humor som ibland ledde till hysteriskt skratt över ohyggliga syner, religiösa och nationella spänningar bland fångarna (t.ex. mellan de judiska musikerna och polackerna, av vilka några var antisemiter) och allmänt förekommande prostitution och lesbiska relationer.
Fénelon dog i en ålder av 75 år på ett sjukhus i Paris av cancer och hjärtsjukdom. Hon överlevde sina bröder, Leonide Goldstein, professor i psykiatri vid University of Medicine and Dentistry i New Jersey, och Michel Goldstein, pensionerad affärsman i Paris.

## Playing for Time
Baserad på boken Sursis pour l'Orchester gjorde Linda Yellen filmen Playing for Time efter en dramatisering av Arthur Miller. Fénelon motsatte sig dock Millers och Yellens påstådda försköning av livet i lägren och framför allt Yellens val av Vanessa Redgrave till att spela henne.
Redgrave var en välkänd PLO-sympatisör och stor till växten, och hade föga likhet med den lilla Fania. "Jag accepterar inte att en person som är motsatsen till mig att gestalta mig ... jag ville ha Liza Minnelli. Hon är liten, full av liv och sjunger och dansar. Vanessa ... har inte sinne för humor, och det var det enda som räddade mig från döden i lägren ", sade Fénelon. Hon skällde personligen ut Redgrave under en 60 Minutes-intervju, men skådespelerskan hade stöd av filmvärlden.
Fénelon förlät aldrig Redgrave, men mjukade så småningom upp sin syn på produktionen till att medge att det var "en rättvis film".